# Masters de Canadá 1990

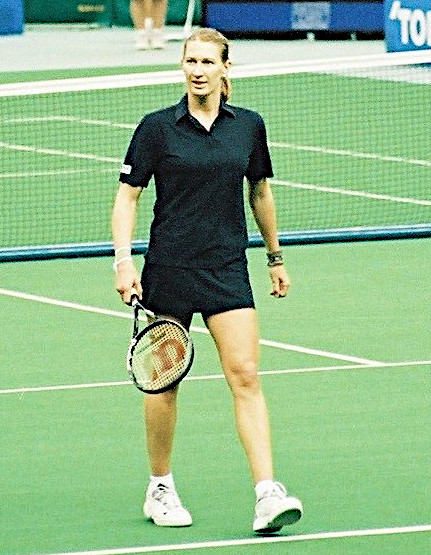
Steffi Graf juega un partido de exhibición con Kimiko Date en Nagoya Rainbow Hall el 7 de febrero de 2000. Se llevó a cabo como parte de su "Farewell World Tour"

El Abierto de Canadá 1990 fue un torneo de tenis jugado sobre pista dura. Fue la edición número 101 de este torneo. El torneo masculino formó parte del circuito ATP. La versión masculina se celebró entre el 23 de julio y el 30 de julio de 1990.

## Campeones

### Individuales masculinos
Michael Chang vence a  Jay Berger, 4–6, 6–3, 7–6.

### Dobles masculinos
Paul Annacone /  David Wheaton vencen a  Broderick Dyke /  Peter Lundgren, 6–1, 7–6.

### Individuales femeninos
Steffi Graf vence a  Katerina Maleeva, 6–1, 6–7, 6–3.

### Dobles femeninos
Betsy Nagelsen /  Gabriela Sabatini vencen a  Helen Kelesi /  Raffaella Reggi, 3–6, 6–2, 6–2.